# Brett Romberg
(en) Statistiques sur pro-football-reference
Brett Christopher Romberg (né le 10 octobre 1979 à Windsor) est un joueur canadien de football américain. 

## Enfance
Romberg étudie à la Belle River District High School où il est entraîné par John Bloomfield.

## Carrière

### Université
Il entre à l'université de Miami où il joue comme centre. En 2002, il remporte le Dave Rimington Trophy, trophée récompensant le meilleur centre de la saison en NCAA. Avec son université, il remporte un championnat national, trois championnat de la conférence Est ainsi qu'un Sugar Bowl et un Rose Bowl.

### Professionnel
Bett Romberg n'est sélectionné par aucune équipe lors du draft de la NFL de 2003. Il signe peu de temps après avec les Jaguars de Jacksonville mais il fait trois saisons vierge, restant sur le banc pendant toute la durée de ces saisons. En 2006, il signe avec les Rams de Saint-Louis et commence à jouer ses premiers matchs en NFL. En 2008, il remplace pendant un court moment Andy McCollum, blessé mais il est remplacé par Jason Brown.
En 2009, Romberg intègre l'effectif des Falcons d'Atlanta et fait une saison comme centre remplaçant, entrant au cours de neuf matchs avant d'être libéré le 4 septembre 2010 avant le début de la saison. Il fait une saison 2010 sans club avant de revenir à Atlanta, le 30 août après la blessure de Todd McClure mais il ne reste que très peu de temps, étant libéré le 3 septembre. Le 12 septembre, il ré-intègre l'équipe des Falcons pour y jouer seulement deux matchs et quitter l'équipe.

## Palmarès
- Dave Rimington Trophy 2002